# Michael Collins (patriota)
Michael Collins, conosciuto anche come Mick, grafia in gaelico Mícheál Ó Coileáin (Clonakilty, 16 ottobre 1890 – Béal na Bláth, 22 agosto 1922), è stato un patriota, politico e militare irlandese, una delle figure di spicco della Guerra d'indipendenza del proprio Paese.
Servì come Ministro delle Finanze nella Repubblica d'Irlanda, come membro della delegazione irlandese durante le trattative per il Trattato anglo-irlandese, come presidente del governo provvisorio e come Comandante in capo dell'esercito irlandese. Morì assassinato dalle forze irregolari durante la guerra civile irlandese.

## Gioventù

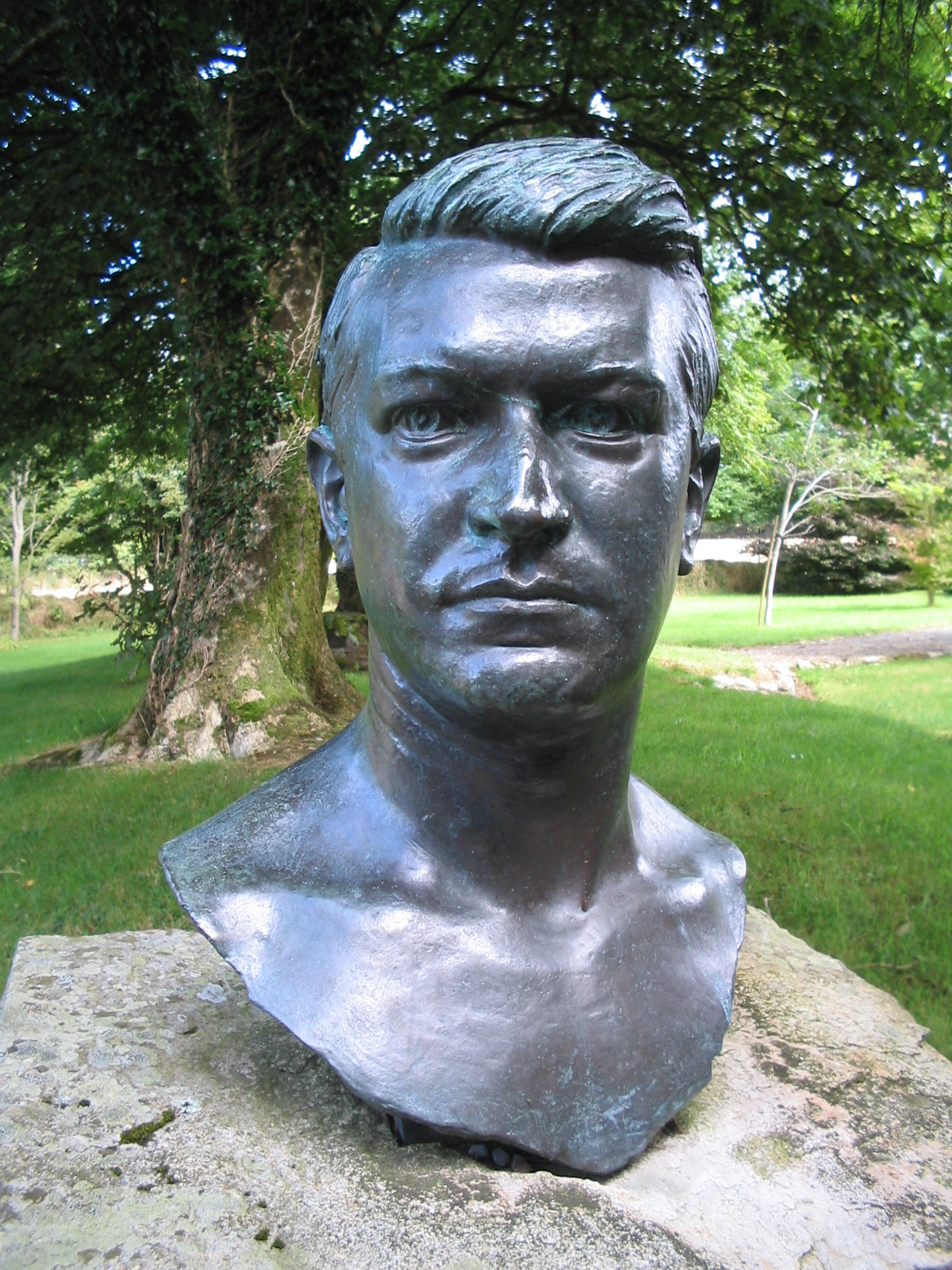
Busto di Collins a Woodfield, suo luogo di nascita

Michael Collins nacque a Woodfield, vicino a Clonakilty, nella Contea di Cork, in Irlanda nel 1890. Anche se la maggior parte delle sue biografie danno la sua data di nascita come il 16 ottobre 1890, sulla sua lapide viene indicata come il 12 ottobre 1890. La sua famiglia, muintir Uí Choileáin, discendeva da coloro che una volta erano i signori di Uí Chonaill, vicino a Limerick, ma come molta piccola nobiltà irlandese, perse le sue proprietà e fu ridotta al livello di normali contadini. La loro fattoria di 145 acri (0,90 km²) li fece comunque più ricchi e benestanti della maggior parte di contadini irlandesi cattolici dell'Irlanda della fine del XIX secolo.
Nel febbraio 1906 fece l'esame per il Servizio Civile Britannico in cui elogiò il "grande Impero britannico" (una visione comune in Irlanda a quel tempo). Dopo aver lasciato la scuola, il quindicenne Michael, come molti irlandesi, andò all'estero: lavorò nella Posta britannica in un ufficio a Londra dal luglio 1906. Si unì all'IRB (Irish Republican Brotherhood, Fratellanza Repubblicana Irlandese) grazie a Sam Maguire, un protestante repubblicano di Cork, nel novembre 1913. Giocò un ruolo centrale nell'IRB, diventandone il presidente entro poco più un decennio.

## Ministro delle Finanze

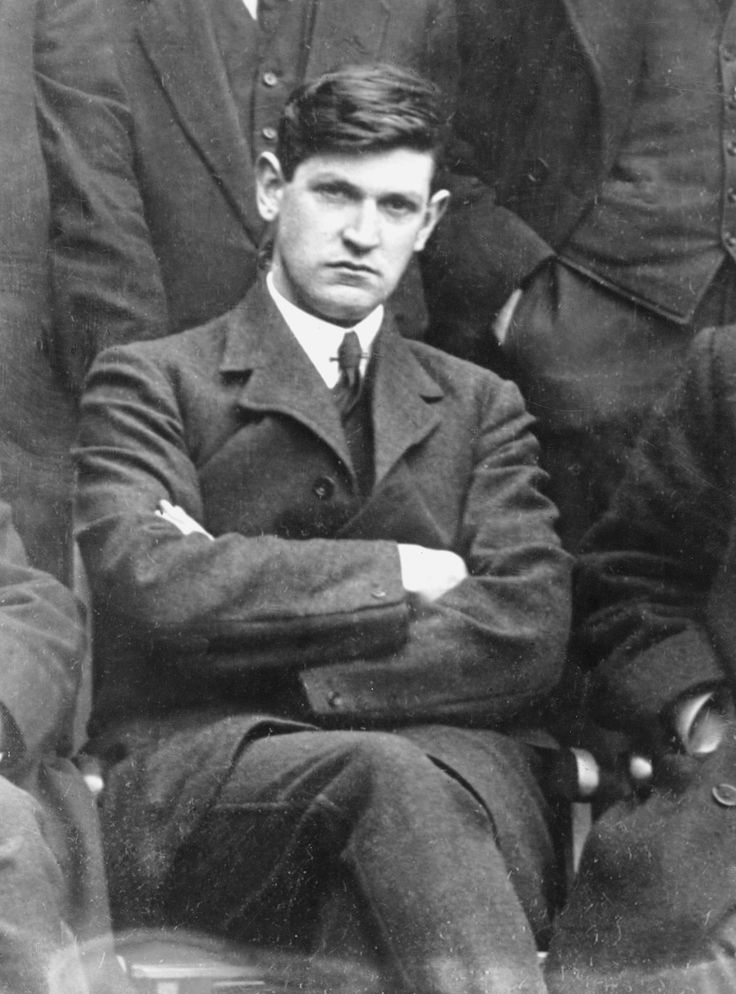
Collins nel 1919

Nel 1919, Éamon de Valera nominò Collins Ministro delle Finanze della ancora non riconosciuta repubblica d'Irlanda. Durante la brutale guerra in cui stava precipitando l'Irlanda, nella quale i ministri rischiavano di essere arrestati o uccisi dal Royal Irish Constabulary, dall' Esercito britannico, dai Black and Tans o dai membri della Divisione Ausiliaria, la maggior parte dei ministeri esisteva solo sulla carta, o come poche persone al lavoro in una  casa privata. Ma Collins, invece, costituì un vero Ministero delle Finanze capace di raccogliere un gran numero di finanziamenti sotto forma di un Prestito Nazionale (National Loan) per fondare la nuova Repubblica Irlandese.
In retrospettiva, sia la mole di lavoro che svolgeva Collins sia i suoi successi sono impressionanti: dal creare una squadra segreta di dodici volontari, chiamati I Dodici Apostoli (o The Squad), che avevano il compito di assassinare gli agenti segreti britannici e i membri delle forze dell'ordine, all'organizzare il Prestito Nazionale conosciuto a livello internazionale; dal predisporre l'acquisto di armi e la loro distribuzione alle unità dell'IRA in tutta l'Irlanda al dirigere la stessa IRA fino al gestire effettivamente il governo irlandese mentre de Valera viaggiava e restava negli Stati Uniti per un periodo di tempo piuttosto esteso.
Tra i leader del Sinn Fèin si fece nemiche due persone in particolare: Cathal Brugha, l'onesto ma mediocre Ministro della Difesa (che in virtù di questo ruolo aveva il comando nominale dell'IRA), che si risentì dell'influenza che aveva Collins sui Volontari, che lo idolatravano considerandolo il loro vero capo, ed Éamon de Valera, il Presidente del Dàil Éireann.
Nel 1921, in seguito ad una tregua, furono stretti accordi per un vertice tra il governo britannico e i leader dell'ancora non riconosciuta Repubblica Irlandese. Con una mossa che stupì gli osservatori, de Valera - che si era fatto cambiare l'incarico dal Dàil nell'agosto 1921 passando da primo ministro a Presidente della Repubblica per essere all'altezza di un capo di Stato nelle negoziazioni - annunciò che, dato che re Giorgio V  non avrebbe preso parte alle negoziazioni, non lo avrebbe fatto neanche il Presidente della Repubblica. Invece, con l'accordo riluttante del suo gabinetto, de Valera nominò una squadra di plenipotenziari (delegati con il potere di firmare un trattato senza cercare l'approvazione del governo in patria) guidati da Arthur Griffith e Michael Collins come suo vice. Con pesanti dubbi, ritenendosi non adatto alla diplomazia e credendo che fosse de Valera a dover guidare la delegazione, Collins accettò a malincuore di andare a Londra.

## Il Trattato anglo-irlandese
Le negoziazioni alla fine partorirono il Trattato anglo-irlandese, che prevedeva la nascita di un nuovo stato irlandese, chiamato Stato Libero d'Irlanda (una traduzione letterale del termine gaelico Saorstát Éireann, che compariva nelle lettere che erano intercorse per la preparazione del vertice tra de Valera e David Lloyd George, il primo ministro britannico anche se de Valera lo aveva tradotto meno letteralmente come Repubblica d'Irlanda). Da questo nuovo Stato erano escluse le sei contee nord-orientali (Armagh, Antrim, Derry, Down, Fermanagh e Tyrone), a maggioranza complessivamente protestante, che avrebbero costituito l'Irlanda del Nord.
Il nuovo Stato Libero d'Irlanda aveva lo status di dominion, con un parlamento bicamerale, autorità esecutiva rappresentata dal re ma esercitata da un governo irlandese eletto da una camera bassa chiamata Dáil Éireann (la Camera dei deputati), un sistema giuridico indipendente, e un livello di autonomia che superava di molto qualunque cosa richiesta da Charles Stewart Parnell o dal Partito Parlamentare Irlandese. I puristi repubblicani lo videro come una svendita, con la repubblica rimpiazzata dallo status di dominion dell'Impero britannico e la previsione di un giuramento di fedeltà al re, cosa questa che per molti repubblicani irlandesi non era neanche immaginabile.
Il Sinn Féin si divise sul trattato, con de Valera che si unì a chi si schierava contro il trattato, per opporsi alla 'svendita'. Quelli che erano favorevoli al Trattato lo accusarono di aver sempre saputo che il governo britannico non avrebbe mai concesso una Repubblica e di non essere andato a Londra per non dover essere lui a riportare la cattiva notizia in Irlanda. Collins ribatté che se il trattato non dava la libertà per cui gli irlandesi avevano combattuto ed erano morti, dava "la libertà di avere la libertà" e doveva essere considerato un passo avanti verso la Repubblica.

## La Triplice approvazione
Secondo i termini del trattato, tre separati parlamenti dovevano approvare il documento. Il parlamento britannico lo fece. E così fece il Dáil Éireann, anche se la sua approvazione era richiesta per ragioni più politiche che non legali: il Dáil Éireann non aveva uno status definito  e non era accettato come parlamento d'Irlanda dalla comunità internazionale (dato che era vista dagli inglesi come un'assemblea illegale), ma ebbe comunque una posizione cruciale de facto come opinione pubblica. Inoltre il trattato richiedeva l'approvazione di un terzo corpo politico, la Camera dei Comuni dell'Irlanda, che costituiva il parlamento legale d'Irlanda creato con la Government of Ireland Act.
Anche se pochi irlandesi lo riconoscevano come una valida assemblea, in quanto parlamento legale doveva dare la sua approvazione, cosa che fece a stragrande maggioranza, mentre i membri contrari al trattato si assentarono, lasciando solo membri pro-trattato, oltre ai quattro unionisti eletti che non avevano mai presenziato al Dáil Éireann, a partecipare alla sua riunione nel gennaio 1922.

## Il Governo provvisorio e la morte

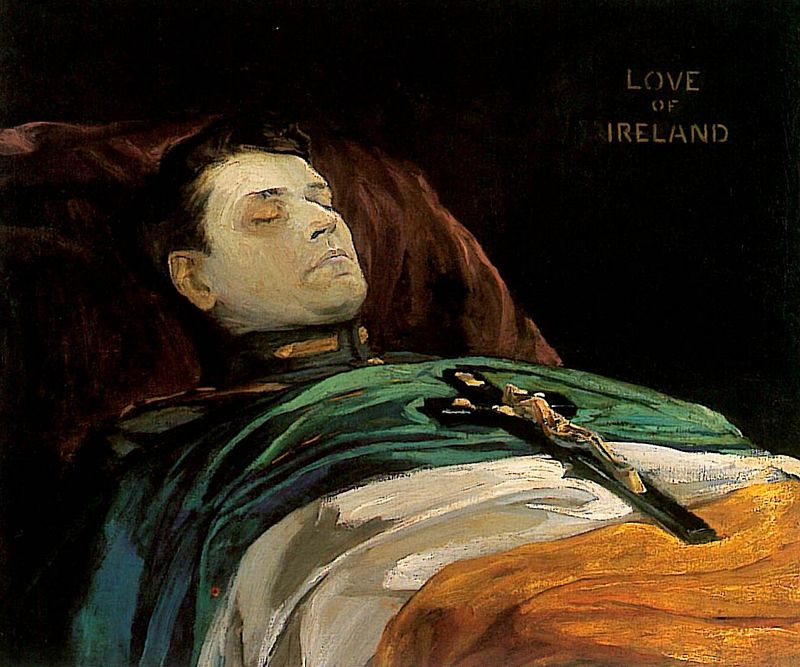
Ritratto mortuario di Michael Collins eseguito da John Lavery

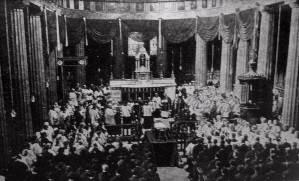
Il funerale di Michael Collins nella cattedrale di
Dublino (da un quotidiano contemporaneo)

Sotto la Costituzione del Dáil adottata nel 1919, il Dáil Éireann continuò ad esistere. De Valera si dimise dalla presidenza e cercò la rielezione (in un tentativo di distruggere il Trattato da poco approvato), ma Arthur Griffith lo sconfisse nel voto ed assunse la presidenza. Griffith si proclamò Presidente del Dáil Éireann piuttosto che il termine più esaltato di de Valera di Presidente della Repubblica. Comunque questo governo o Aireacht non aveva uno status legale sotto la legge costituzionale britannica, quindi emerse un nuovo governo coesistente, che rispondeva al nome di Camera dei Comuni dell'Irlanda del Sud.
Il nuovo Governo Provvisorio fu formato sotto la presidenza di Michael Collins, che diventò Presidente del Governo Provvisorio (vale a dire Primo Ministro) e funse inoltre da Ministro delle Finanze per l'amministrazione repubblicana di Griffith. Questo duplice ruolo rappresenta un esempio della complessità delle vicende politiche e giuridiche del tempo.
Secondo la legge britannica egli era un primo ministro nominato dalla Corona, nominato dalla Prerogativa Reale, e per accedervi egli doveva formalmente incontrare il Lord Luogotenente d'Irlanda, il capo dell'amministrazione britannica nell'isola, il visconte Fitzalan. Secondo la visione repubblicana, Collins incontrò Fitzalan per accettare la resa del Castello di Dublino, il centro del governo britannico in Irlanda.
Gli oppositori del trattato, avendo rifiutato il Trattato nel Dáil, si ritirarono dall'assemblea e, avendo formato un governo repubblicano di opposizione con Éamon de Valera, cominciarono una campagna che portò alla guerra civile irlandese. A metà del 1922, Collins si dimise dal suo incarico di Presidente del Governo Provvisorio per diventare Comandante in Capo dell'esercito irlandese, un esercito formale che si era formato dai resti dell'IRA, che, come il Sinn Féin, si era divisa quasi a metà sull'opportunità o meno di sostenere il Trattato.
Collins decise di fare un tentativo per cercare di terminare le resistenza, organizzando un viaggio nella sua contea natia. Il 22 agosto 1922, a Béal na mBláth il convoglio venne attaccato da un gruppo di Repubblicani e Michael Collins fu assassinato.

## L'eredità di Collins

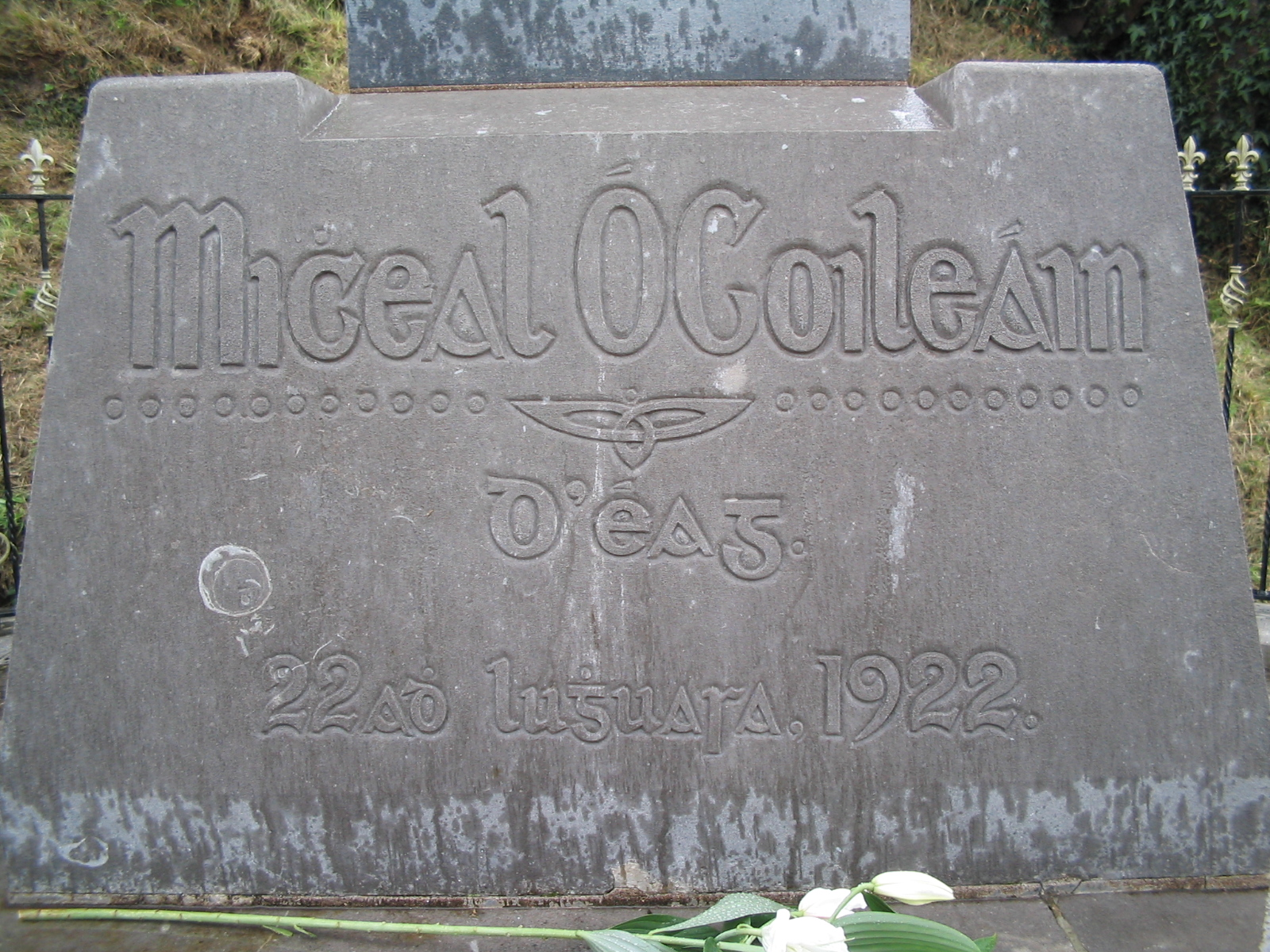
Lapide commemorativa a Béal na mBláth

Uomo di intelligenza straordinaria, con una vitalità incredibile e un attivismo irrefrenabile, la morte di Michael Collins fu un disastro per il nascente stato irlandese. La sua perdita fu resa ancora più tragica dalla morte del presidente Griffith, avvenuta solo 10 giorni prima a causa del troppo stress. In una delle ultime apparizioni in pubblico, Collins stava marciando dietro al feretro del suo amico e collega di gabinetto. Dopo una settimana, Collins raggiunse Griffith nel cimitero monumentale di Glasnevin a Dublino.
Ma quelle che colpirono più di tutto furono le sue parole profetiche nel giorno in cui il trattato fu firmato. Quando Lord Birkenhead, sapendo di quanto il trattato sarebbe stato impopolare in Inghilterra, commentò che probabilmente stava firmando la sua condanna a morte "politica", Michael Collins replicò: "Io potrei aver firmato la mia reale condanna a morte". Collins rimane nella memoria di tutti come uno straordinario leader che guidò il popolo irlandese ad affrancarsi dal dominio britannico, che ispirò una generazione, e che morì prima del tempo mentre il suo paese faceva i primi passi sulla strada dell'indipendenza.
Anche un acerrimo rivale politico, Éamon de Valera (fondatore del partito Fianna Fáil e politico irlandese che fu anche Taoiseach e Presidente), pare abbia riconosciuto, indirettamente, l'importanza della figura di Michael Collins. In seguito alla domanda di Joe Mcgrath (uno dei compagni di Collins nell'IRB e come lui favorevole al trattato con gli Inglesi) di divenire sponsor di una fondazione "Michael Collins", rifiutò dicendo, in sostanza (come ricordato dalla più autorevole biografia di Collins, di T.P Coogan): "non vedo come possa divenire sponsor di una fondazione Collins; è mia convinzione che la storia riconoscerà la sua grandezza, e ciò avverrà a mie spese".

## Filmografia su Michael Collins
Nel 1996 Michael Collins è diventato il protagonista dell'omonimo film semi-romanzato — Michael Collins — interpretato da Liam Neeson nel ruolo del protagonista e da Julia Roberts in quello della fidanzata Kitty Kiernan, e diretto da Neil Jordan.
Anche se il film è stato bene accolto da critica e pubblico per aver portato la storia di Michael Collins alla ribalta di un ampio pubblico internazionale (tanto da essere premiato come miglior film al Festival del cinema di Venezia), alcuni storici lo hanno criticato per essersi preso delle libertà con i fatti, soprattutto riguardo al personaggio di De Valera e al ruolo avuto da quest'ultimo nella morte di Collins. Gli assassini facevano parte della fazione anti-trattato di de Valera, ma su questo episodio in Irlanda non è mai stata fatta piena luce dando così adito alle teorie più varie. Queste controversie sono state esplorate in un episodio del documentario The South Bank Show che è stato poi incluso come un extra nella versione DVD del film.
Un'analoga operazione cinematografica sulla figura del leader irlandese era stata compiuta nel 1936, con il film Beloved Enemy, biografia romanzata — con nomi fittizi (quello del protagonista è Dennis Riordan) — di Collins che al termine della pellicola, pur ferito nell'attentato, riesce a salvarsi dalla morte, garantendo un improbabile quanto evidentemente desiderato lieto fine. Il film era interpretato da David Niven nei panni di un ufficiale inglese, dall'avvenente Merle Oberon (al tempo attrice molto in voga) in quella della fidanzata di Collins e da Brian Aherne nel ruolo del protagonista.
Altri documentari sono stati poi girati su Michael Collins. Si ricordano qui:
- il documentario di produzione britannica di Kenneth Griffith, Hang Up Your Brightest Colours, del 1973, realizzato per la Independent Television (ITV), ma che ha avuto un certo ostracismo ed una scarsa distribuzione
- il documentario irlandese di Colm Connolly girato nel 1989 per RTE Television intitolato The Shadow of Beal Béalnabláth, che si sofferma particolarmente sulla morte di Collins
- il film tv The Treaty, prodotto nel 1991 e interpretato da Brendan Gleeson nel ruolo di Collins e da Ian Bannen nei panni dello statista britannico David Lloyd George